# Marcello Cesa-Bianchi
Marcello Cesa-Bianchi (Milano, 19 marzo 1926 – Milano, 15 marzo 2018) è stato uno psicologo e saggista italiano.

## Biografia
Conseguita nel 1943 la maturità classica, si laureò con lode nel 1949 in Medicina e chirurgia all'Università degli Studi di Milano; successivamente, sempre con lode si specializzò dapprima nel 1951 in Psicologia all'Università Cattolica del Sacro Cuore — divenendo allievo e seguendo le lezioni di psicotecnica di Agostino Gemelli — e poi nel 1953 in Clinica delle malattie nervose e mentali all'Università degli Studi di Pavia.
Nel 1954 ricostituì — per volere dell'amministrazione cittadina milanese e sulla base di una convenzione con l'Università di Milano — e diresse per oltre venti anni l'istituto di psicologia sperimentale del comune di Milano. Libero docente in Psicologia dal 1956, professore incaricato di Psicologia alla facoltà medica dell'Università di Milano a partire dall'anno accademico 1957-1958, fu nominato professore ordinario nell'anno accademico 1964-1965, fondando al contempo l'istituto di psicologia della facoltà medica di Milano, di cui rimase alla guida fino al 2001, anno del suo pensionamento; inoltre creò e diresse presso lo stesso ateneo le scuole di specializzazione in psicologia e in psicologia clinica. Fu titolare dell'insegnamento di Psicologia dell'invecchiamento all'Università degli Studi "Suor Orsola Benincasa" di Napoli.
Direttore della collana editoriale «Psicologia» e della rivista scientifica Ricerche di Psicologia della casa editrice FrancoAngeli, fu insignito della laurea honoris causa in psicologia in due occasioni: nel maggio del 1999 dall'Università Cattolica del Sacro Cuore di Milano e nel maggio del 2012 dall'Università degli Studi di Torino; inoltre nel novembre del 2002 l'Università Suor Orsola Benincasa di Napoli gli attribuì la laurea honoris causa in scienze della comunicazione.
Morì il 15 marzo 2018: il funerale si tenne due giorni dopo, nella basilica di San Simpliciano.

## Opere
- Marcello Cesa-Bianchi, L'adattamento all'età senile, Milano, 1962.
- Marcello Cesa-Bianchi, Perché la psicologia, 1ª ed., Brescia, Editrice La Scuola, 1979, ISBN 9788835066613.
- Marcello Cesa-Bianchi, Psicologia dell'invecchiamento, 1ª ed., Roma, La Nuova Italia Scientifica, 1987, ISBN 8843000659.
- Marcello Cesa-Bianchi, Le prove di selezione per l'ammissione all'università, 1ª ed., Milano, Egea, 1993, ISBN 8823802075.
- Marcello Cesa-Bianchi, Giovani per sempre?, 1ª ed., Roma, Casa editrice Giuseppe Laterza & figli, 1998, ISBN 9788842061496.
- Marcello Cesa-Bianchi e Carlo Cristini, Vecchio sarà lei!, Napoli, Guida Editori, 2009.
- Marcello Cesa-Bianchi, Sempre in anticipo sul mio futuro, a cura di Emanuela Mancino, Napoli, Guida Editori, 2012, ISBN 9788866661313.